# RedHack
RedHack fue un grupo hacker turco de tendencias políticas Marxistas-Leninistas fundado en 1997, y con actividad hasta el año 2015. El grupo fue responsable de hackear múltiples instituciones, entre las cuales se incluyeron el Consejo de Educación Superior de Turquía, Fuerzas Policiales de Turquía, la Armada de Turquía, la compañía de telecomunicaciones Türk Telekom y la Organización Nacional de Inteligencia de Turquía. El núcleo de miembros del grupo era aproximadamente de doce; el seudónimo del supuesto líder era MaNYaK. RedHack fue uno de los primeros grupos hackers denominados organización terrorista y en 2014 era uno de los grupos hacker más buscados del mundo.

## Arrestos
El 23 de marzo del 2012, 7 personas fueron detenidas como resultado de una operación del fiscal general de Ankara contra RedHack. El grupo afirmó en un comunicado que los detenidos no tenían vínculos con ellos.
El 5 de julio del 2012: El fiscal hizo una solicitud para evaluar a RedHack como una "organización terrorista separatista armada".
El 26 de noviembre del 2012: tres estudiantes acusados de pertenecer al grupo, fueron liberados. La Corte de Turquía pospuso el caso a febrero del 2013.
El 25 de mayo del 2013: después de que el grupo publicara documentos clasificados que demostraron la negligencia del Gobierno turco en los atentados de Reyhanli el 11 de mayo, el soldado Utku Kali, quien sirvió en los comandos de Amasya, fue arrestado. Después de que Kali negara ser miembro del grupo hacktivista y haber filtrado los documentos, fue liberado.